# ポーキー・ミンチ
ポーキー・ミンチ（Pokey Minch または Porky Minch）は、任天堂から発売されたコンピューターRPG、『MOTHER』シリーズに登場する架空の人物。

## 概要
シリーズ作品の『MOTHER2 ギーグの逆襲』と『MOTHER3』（以下、『2』『3』と表記）に登場する少年。太った体型で、目元が前髪で隠れている。
『2』の序盤ではイーグルランドの田舎町オネットに住んでいる。『2』の主人公ネスとは家が隣同士。親族に、父親のアンブラミ・ミンチ、母親のラードナ・ミンチ、弟のピッキー・ミンチがいる。ドアのノックの仕方が下品。ネスの好きな食べ物は大嫌い。意地悪な性格で、出会った人々からは「ふとったガキ」「いけすかないデブ」などと呼ばれる。ネスと同行時の戦闘では、ネスを盾にしたり、泣き真似をしたり、死んだふりをしたりする。
上記のような子供特有の意地の悪さは、物語が進むにつれて次第に幼児性と暴力性が強まり、『3』に登場する際にはそれらが極地に達している。

## 作品別のポーキー

### MOTHER2 ギーグの逆襲
物語の序盤では、家の裏山に落下した隕石を弟のピッキーと見に行くものの怖気づいて逃げ帰り、ネスを連れて再び隕石の元へ向かう。
ネスが冒険へ旅立った後は、ハッピーハッピー教の教祖・カーペインターや大都市フォーサイドの実力者・モノトリーに取り入り地位を得ようとするが、ネスや仲間たちによって彼らが正気に戻り、目論みは失敗に終わる。その後、モノトリー所有のヘリコプターを操縦して逃亡、物語の中盤以降は姿を見せないが、南国リゾート地・サマーズや砂漠の町・スカラビ、密林地帯の「魔境」で痕跡を残す。
物語の終盤では、高度な技術力を持つ種族「どせいさん」が作成した時空間転移装置「スペーストンネル」を強奪し、地球征服を企む宇宙人・ギーグが根城とする過去の世界「過去の最底国」へ向かう。後を追って過去の最底国にやってきたネス一行に対し、重装備で身を固めギーグと結託して迎え撃つが、戦いの末にギーグが敗れると、逃げ口上を残してその場から消える。その後、送付元は不明だが、冒険を終えて自宅へ帰ったネス宛てに手紙を送る。

### MOTHER3
『2』の最終決戦でネスたちに敗れて逃走した後、時空間転移装置を用いて様々な時代と空間を訪れる。しかし、その捻くれた性格ゆえにどの時代のどの人間からも相手にされることはなかった。そうした中、時空間の転移を繰り返したことで年齢の重ね方に異常をきたし子供の心を残したまま肉体が老衰、ついには、自力では動けないながらも不死の存在となった。
迷走の末、時代と空間を超越した孤島「ノーウェア島」に辿り着く。そこで自らを長とする都市「ニューポークシティ」を創り上げると、島の住人の洗脳や動物たちの「改造」を実行、島に生きる者の命や尊厳を玩具のように扱い、自らの遊戯欲を満たしていった。
しかし、そうした禁忌にすら飽きてしまうと、終いには自分以外の全ての滅亡を望むようになる。側近の話により、目覚めさせた者の心を反映するという「闇のドラゴン」が島の地下深くに封印されていることを知ると、その封印を解くために配下の「仮面の男」を仕向けて野望完遂を目論む。その野望を阻止すべく『3』の主人公・リュカとその仲間たちが現れると巨大な装置に乗って応戦し、戦いの末にその装置がリュカたちによって破壊されると、今度は外部からのいかなる攻撃も防ぐという装置「ぜったいあんぜんカプセル」の中に逃げ込む。しかしそれは、一度入ると二度と出られないというものであった。以後、その後に迎える世界の終末を越えてもなお、閉ざされた空間の中で永遠に生き続けることとなった。

### 大乱闘スマッシュブラザーズX
『大乱闘スマッシュブラザーズX』では、ゲームモードの1つ「亜空の使者」にてボスとして登場。姿は『MOTHER3』のもの。同じ『3』の、少年期ポーキーを模した像「キングの像」もロボットとなって登場している。

### 小説版『MOTHER2 ギーグの逆襲』
小説版『MOTHER2 ギーグの逆襲』（久美沙織・著 新潮文庫 1994年）では、物語の序盤で隕石と共に地球に落ちて来た宇宙人・ギーグと融合し、その後ゲーム本編のようにネス達の冒険を妨害する。幼い頃はネス達のよき兄貴分だったが、入学後に上級生にいじめられていた所を目撃したネスに見て見ぬ振りをされたことが性格を歪ませる一因となった（ネスはその時ポーキーを助けなかった事に負い目を感じている）。物語の後半では体が肥大化して巨大な脂肪の塊のような姿となり、宇宙人たちに指令を送る。最終決戦の際にはギーグと完全に融合してネス達に襲い掛かり、戦いの末にネスの手によって葬られる。その後、ネス達がギーグを倒したことにより世界が新しく書き換えられ、「ネスの兄」として復活する。以前とは性格が一変し、さわやかで弟妹想いな好青年になっている。

## ポーキーの攻撃技
MOTHER2 ギーグの逆襲
- 突進
- とてもくさいガス

MOTHER3
『3』におけるポーキーの攻撃は、その様子が詳しく描写されない。
- ポーキーは…何をしたのか?（爆撃のようなエフェクトと効果音がするorエフェクトなし）
- ポーキーがなにかした!（強力な光を発する。涙が止まらなくなる）
- ポーキーはなにかをはきだした！（オフェンスとディフェンスにデバフ）
- 何やら痺れるものを噴射する
- なにやら吸い込む（HP吸収）
- 話しかける
- サイコカウンター装置
- 絶対安全カプセル

大乱闘スマッシュブラザーズX
『3』の終盤のように多脚型のメカを操作して戦闘を行う。
- 脚による攻撃

脚先で突く、突進してこちらを跳ね飛ばす、ジャンプした後に踏みつけるなどの攻撃を行う。
- ビームの照射

メカ上部に作り出したエネルギー体からビームを放つほか、飛行状態の際には地面に向けてに放つ。
- 自爆ロボの射出

少年期の自分を模したロボット（原作で登場した「ポーキー01〜10」）を放ち、相手の近くで自爆させる。

## 備考
- ポーキーの名前は、アメリカのテレビドラマ『名犬ラッシー（英語版）』で主人公の家の隣に住んでいる子供の名前が由来となっている[2]。
- 『MOTHER2 ギーグの逆襲』でのポーキーの性格設定について、作者の糸井重里は、スティーヴン・キングとピーター・ストラウブの共著の小説『タリスマン（英語版）』と映画『バック・トゥ・ザ・フューチャー』に影響されたと語っている[3]。
- ウェブサイト「ほぼ日刊イトイ新聞」のコーナー「樹の上の秘密基地」で行われたWii用ソフト『街へいこうよ どうぶつの森』のプレイ企画で、糸井はゲーム内で幼児性と怖さを併せ持った部屋を作成した。これについて糸井は「『MOTHER3』を作ったときポーキーっていうやつにやらせたかったことを『どうぶつの森』でやってるんですよ」と語っている[4]。
- ほぼ日刊イトイ新聞が渋谷PARCOで運営する店舗「ほぼ日曜日」にて、2023年12月15日から2024年1月14日にかけて、ポーキーを主役とするイベント「ニューポーク・パルコ・シティ」が開催され、『MOTHER3』のニューポークシティが再現された店内でポーキーに関する各種グッズの販売が行われた[5][6]。また、2024年3月1日から3月24日には心斎橋PARCOで、3月27日から4月7日には仙台PARCOでもイベントが巡回開催された[7]。